# نورة البورصالي
نورة البورصالي (مواليد 19 أغسطس 1953 وتوفيت في 14 نوفمبر 2017) هي صحفية وجامعية، كاتبة وناقدة أدب وسينما تونسية. وهي أيضاً نقابية وناشطة في مجال حقوق الإنسان وشخصية نسوية.

## سيرة
ولدت في عائلة من النقابيين. والدها طاهر البورصالي هو أحد مؤسسي الاتحاد العام التونسي للشغل (UGTT) والدتها سعيدة بن حفيظ البورصالي، وهي نقابية ونشطة في نفس المنظمة.
درست في تونس، حيث حصلت على درجة البكالوريوس في عام 1973 وشهادة الماجستير في الأدب الفرنسي في عام 1977. ثم غادرت إلى فرنسا، حيث حصلت على شهادة الدكتوراه في علم اللاهوت (علم وتحليل النصوص) في جامعة باريس السابعة (جوسيو) في عام 1979، ثم العودة إلى تونس للعمل في التعليم الثانوي ثم في التعليم الجامعي.
درَّست خلال مسيرتها المهنية في العديد من المؤسسات، بما في ذلك ثانوية حلق الوادي، وثانوية خير الدين باشا أريانة، وثانوية 9 أفريل 1938 في تونس، والمدرسة الوطنية للمهندسين بتونس وكلية العلوم القانونية والسياسية والاجتماعية بتونس.

## الصحافة
نورة البورصالي هي صحفية معروفة كانت تكتب باللغة الفرنسية بشكل منتظم (1953-2017)، عُرفت بتحقيقاتها ومنتدياتها الهامة حول السياسة والثقافة. عملت من عام 1980 مع العديد من الصحف والمجلات المستقلة التونسية مثل لو فار «المنارة»، ح«حقائق» و«المغرب العربي» بصفتها كاتبة عمود ومراسلة في الجزائر والمغرب ومصر.
في مارس 1991، أنشأت مجلة «المغاربية»، وهي مجلة نسائية مستقلة، لكن طلبها للحصول على تصريح بالنشر لم يتلق أي رد أو قبول أو رفض من قبل السلطات التونسية.
من عام 2011، نشرت أعمدة ومقابلات في الصحف والمواقع التونسية مثل لا براس وكابيتاليس وجمهورية ومواقع إلكترونية تونسية أهمها موقع نواة.

## النشاط النسوي والسياسي
نورة البورصالي مدافعة عن حقوق الإنسان وعضوة في الرابطة التونسية للدفاع عن حقوق الإنسان والفرع المحلي لمنظمة العفو الدولية. كما أنها ناشطة نسوية وعضو مؤسس ل«الجمعية التونسية للنساء الديمقراطيات» و«رابطة النساء التونسيات للأبحاث التنموية».
اهتمت البورصالي خلال مسيرتها كصحفية  بمسائل نسوية عديدة كمسألة النساء والتاريخ حيث يسكنها اهتمام خاص بمسألة الذاكرة. أجرت مقابلات صحفية مع العديد من الناشطات النسويات مثل بشيرة بن مراد في عام 1993 وعضوات الاتحاد النسائي التونسي عام 2006 والمناضلة اليسارية مايا الجريبي في عام 2007.
في عام 2001، نددت في مقالها بأسلوب سردي واقعي، بقانون الميراث غير المتكافئ بين الرجال والنساء وإنتقدت في بعض كتاباتها نسوية بورقيبة، التي وصفته بالبطريرك، ونسوية الدولة بشكل عام، كما قامت بعمل نقدي ذاتي حول وسطها النسوي الخاص، وخاصة مسألة اللغة المستخدمة في الوسط النسوي.
بعد ثورة 2011، أسست منتدى للمواطنين التونسيين المستقلين في إسباس الحمرا وورشة عمل نسائية حول الانتقال الديمقراطي في نادي الطاهر حداد الثقافي، حيث قادت المؤتمرات والمناقشات من يناير إلى يونيو 2011، فأصبحت عضوًا مستقلاً في الهيئة العليا لتحقيق أهداف الثورة والإصلاح السياسي والانتقال الديمقراطي من 17 مارس إلى 13 أكتوبر 2011 وأصبحت عضوة في اللجنة العليا لحقوق الإنسان، انتخبت عضوة في «هيئة الحقيقة والكرامة» من قبل الجمعية التأسيسية، وهو المنصب الذي شغلت من مايو إلى نوفمبر 2014 وانتقدت عمل الهيئة أثناء جلسات الاستماع العامة حول الانتهاكات ضد النساء واستنكرت مخاطر استخدام العدالة الانتقالية لصالح النساء «الإسلاميات». ووفقاً لـبورصالي، فإن تسليط الضوء على العنف الجسدي والجنسي قبل 2011، خاصةً العنف الجنسي، كان سيكون أكثر تمثيلاً لمأساة النساء خلال الخمسين عام الماضية.

## الالتزام الثقافي
عرفت نورة البورصالي أيضا بالتزامها الثقافي. كانت عضوةً منذ السبعينيات في نادي الطاهر حداد الثقافي، حيث أصبحت منظِّمة ومديرة ومنسِّقة لورشات عمل متعلقة أساسا بوضع المرأة في تونس وبالسينما المغاربية. كانت شغوفةً بالسينما، فنشرت مراجعاتها مجلات متخصصة مثل أفريكانيلتير (Africanultures) وأفريسيني (Africiné). وهي عضو في الجمعية التونسية لتشجيع النقد السينمائي، والتي انتخبت نائبة لرئيسها في يونيو 2000 ثم رئيسًا لها من مايو 2011 إلى يونيو 2012. في عدة مناسبات، كانت عضوًا في لجان التظاهرات السينمائية الوطنية مثل المهرجان الدولي لفيلم الهواة بقليبية ومهرجان قرطاج السينمائي (JCC)، ولكن أيضا مهرجانات دولية مثل جائزة FIPRESCI في مهرجان باري السينمائي الدولي ومهرجان إسطنبول السينمائي الدولي. وهي أيضًا عضو في اللجنة التونسية لصندوق المساعدات للإنتاج السينمائي.
وهي متحمسة للتاريخ، وتنشر العديد من المقابلات والدراسات حول تاريخ تونس المعاصرة. في عام 2015، أنشأت هي وصديقاتها جمعية مؤسسة تونس للنساء والذاكرة (FTFM)، التي ترأسها حتى وفاتها.

## منشوراتها
من كتاباتها:
- Algerie, la difficile democratie : regards d'une journaliste tunisienne sur l'Algérie de l'après ocobre 1988. Tunis: N. Borsali. 2008. ISBN:978-9973-00-201-3. OCLC:298264342. مؤرشف من الأصل في 2020-03-06.

- Livres d'entretiens avec Ahmed Ben Salah (بالفرنسية). Sfax: Samed. 2008. ISBN:9973001621. {{استشهاد بكتاب}}: الوسيط غير المعروف |sous-titre= تم تجاهله (help)

- Bourguiba à l'épreuve de la démocratie, 1956-1963 (بالفرنسية). Sfax: Samed. 2008. ISBN:9789973380814. {{استشهاد بكتاب}}: الوسيط غير المعروف |réimpression= تم تجاهله (help)

344 [النص الكامل (pages consultées le 14 janvier 2018)]
- Tunisie : le défi égalitaire : ecrits féministes. [Tunisia]: Arabesques. 2012. ISBN:978-9938-07-012-5. OCLC:824618751. مؤرشف من الأصل في 2020-03-06. – جائزة زبيدة بشير 2013